# Kapalika
La tradición Kāpālika era una forma no puránica de Shaivismo en la India. La palabra Kāpālikas se deriva de kapāla que significa "cráneo", y Kāpālikas significa "hombres-calavera". El Kāpālikas tradicionalmente llevaba un tridente con el cráneo tapado (khatvanga) y un cráneo vacío como cuenco para mendigar. Otros atributos asociados con Kāpālikas eran que untaban su cuerpo con cenizas de la tierra de cremación, reverenciando la feroz forma Bhairava de Shiva, con sangre, carne, alcohol y fluidos sexuales.
Según David Lorenzen, hay una escasez de fuentes primarias sobre los kapalikas, y la información histórica sobre ellos está disponible en obras de ficción y otras tradiciones que los menosprecian. Varios textos indios afirman que la Kāpālika bebía licor libremente, tanto para el ritual como por costumbre. El peregrino chino a la India en el siglo VII, Hsuan Tsang, en sus memorias sobre lo que ahora es el noroeste de Pakistán, escribió sobre budistas que viven con ascetas desnudos que se cubren de cenizas y llevan coronas de huesos en la cabeza, pero Hsuan Tsang no los llama Kapalikas ni ningún otro nombre en particular. Los eruditos han interpretado a estos ascetas como Digambara Jains, Pashupatas y Kapalikas.
Los Kāpālikas eran más bien una orden monástica, afirma Lorenzen, y no una secta con una doctrina textual. La tradición de Kāpālika dio origen al Kulamārga, una categoría de Shaivismo tántrico que conserva algunos de los rasgos distintivos de la tradición de Kāpālika. Algunas de las prácticas de Shaiva se encuentran en el budismo Vajrayana, y los eruditos no están de acuerdo en quién influyó en quién.

## Literatura
Dyczkowski (1988: p. 26) sostiene que el poema de literatura Prakrit de Hāla, el Gaha Sattasai, es una de las primeras referencias literarias existentes a una kapalika:
Una de las primeras referencias a un Kāpālika se encuentra en el poema Prakrit de Hāla, el Gāthāsaptaśati (siglos III al V d.C.) en un verso en el que el poeta describe a una joven Kāpālikā que se cubre de cenizas de la pira funeraria de su amante. Varāhamihira (c500-575) se refieren más de una vez a los Kāpālikas estableciendo así claramente su existencia en el siglo VI. De hecho, a partir de este tiempo en adelante las referencias a la ascética Kāpālika se vuelven bastante común en Sánscrito ...